# فابریس کولئو
فابریس کولئو (انگلیسی: Fabrice Colleau؛ زادهٔ ۲۶ ژوئن ۱۹۷۷) بازیکن فوتبال اهل فرانسه است که در پست هافبک بازی می‌کرد.
از باشگاه‌هایی که در آن بازی کرده‌است می‌توان به باشگاه فوتبال گنگام، باشگاه فوتبال نیم المپیک، باشگاه ورزشی آمیان، و باشگاه فوتبال استاد برستوا ۲۹ اشاره کرد.